# Zoológico de Luján
El Zoológico de Luján fue un zoológico ubicado en la provincia de Buenos Aires, en el kilómetro 58 del Acceso Oeste (Gaona) en cercanías del partido homónimo. Ocupa una superficie de 15 hectáreas conformando un amplio espacio natural. Fue inaugurado el 24 de noviembre de 1994.
En un principio la colección inicial estaba integrada por ejemplares de la fauna silvestre y doméstica, un mono, dos burros, dos ponis, algunas llamas y ciervos, una pareja de leones y pavos reales. Llegó a contar con más de 50 ejemplares de leones, 20 de tigres de Bengala, 12 de pumas, unos cincuenta monos sudamericanos de diferentes especies, dromedarios, que se han reproducido dentro del zoológico, y elefantes provenientes de la isla de Sumatra. Desde su apertura ha generado una gran controversia por parte de organizaciones protectoras de animales, debido a que los animales que están  en contacto con el público están  constantemente sedados y en muy poco espacio. Se ha demostrado que infringen leyes y en el año 2014 se comenzó una investigación para avanzar en su posible cierre.
En 2016 fue acusado de diferentes actos ilegales, de diferentes infracciones como la ley N°12.238 que prohíbe la alimentación o el contacto directo con animales, además de acusar al zoológico de dopar a los animales para incrementar su atractivo turístico. Irrumpiendo así la ley penal de protección animal, donde el artículo N°2 considera como maltrato dopar a los animales sin tener fines terapéuticos. Distintos animales murieron a una edad mucho más joven de la que suelen vivir en cautiverio.
El 9 de septiembre de 2020, el Ministerio de Ambiente y Desarrollo Sostenible de la Nación, estableció el cierre del Zoológico de Lujan.
El 14 de septiembre de 2020 fue clausurado definitivamente, tras denuncias por maltrato animal, el Ministerio de Ambiente de la Nación estableció la clausura del zoológico, debido a no contar con habilitación nacional y provincial, así como por los reiterados incumplimientos e irregularidades detectadas en materia de normativa sobre fauna. Fue denunciada la falta de tratamiento veterinario de los animales, y deficiencias en la alimentación de los mismos.

## Historia
El Zoológico de Luján abrió sus puertas el 24 de noviembre de 1994; en un principio la colección inicial de ejemplares de la fauna silvestre y domética estaba integrada por un mono, dos burros, dos ponis, algunas llamas y ciervos, una pareja de leones y algunos pavos reales. Con el transcurso del tiempo fueron ingresando nuevas especies de animales, muchas de ellas provenientes de donaciones, de algunos canjes y compras a criaderos de fauna, en especial aves, mirlos y guacamayos. El predio está ubicado en cercanías del partido que le da su nombre, sobre el acceso oeste de aquel, ocupa una superficie de 15 hectáreas con un amplio espacio destinado al público en medio de parque.
En 2019 el Senasa, clausuró las jaulas de los leones y tigres, en las que se permitía el acceso del público para fotografiarse junto con los animales y alimentarlos, pudiendo ingresar a jaulas de animales peligrosos, y hasta montarlos, debido a que eran dopados y sedados constantemente. El Lo fue denunciado por el diario británico The Sun, que reflotaron denuncias anteriores por maltrato animal. La Defensoría del Pueblo de la Provincia de Buenos Aires pidió que se inhabilite el zoológico.

## Mascotismo

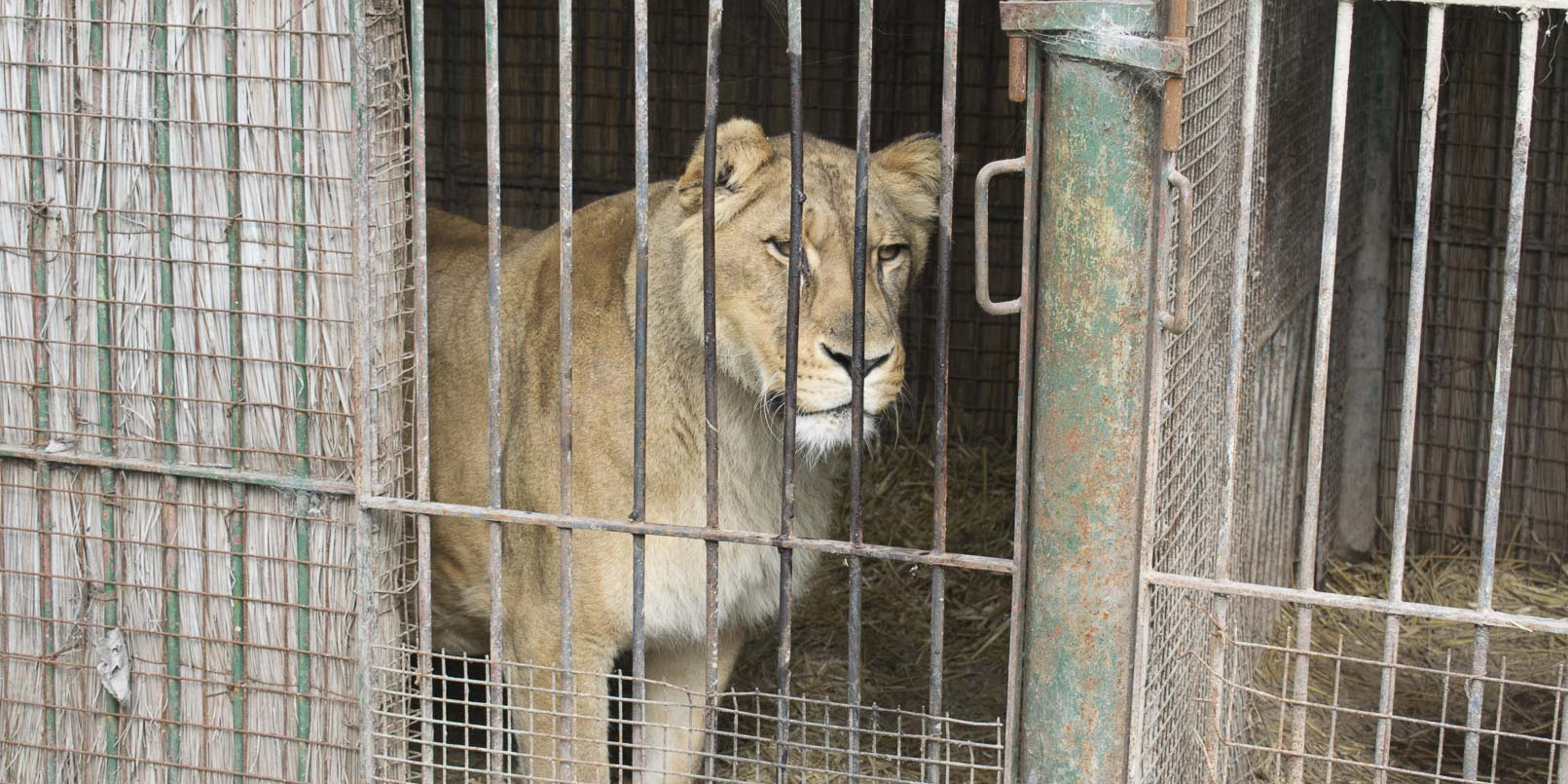

Al recorrer las instalaciones del Zoo Luján podemos observar en distintas ubicaciones monos pertenecientes a tres de las cuatro especies que existen en la Argentina. Ellos son: el mono aullador negro o carayá-hú (Alouatta caraya); el mono de noche o mirikiná también llamado mono lechuza (Aotus azarae) y el caí común o capuchino (Cebus apella). Otros fueron criados en laboratorios y centros de investigación que los usaban para experimentación y algunos nacieron en el Zoo. Todos llegaron más o menos de la misma manera; la mayoría donados por particulares que los mantenían como mascotas; otros incautados por las autoridades y derivados al zoológico haber escapado y haber sido recapturados y remitidos al zoológico.
Todo esto pretende hacerte reflexionar sobre una faceta de la conducta humana, que se remonta a los orígenes de la civilización, la de apropiarse de ejemplares de la vida silvestre sin fines utilitarios, especialmente de pichones o cachorros. Esta conducta en tiempos prehistóricos condujo a la domesticación de muchas especies y a la obtención de variedades y razas útiles a los intereses humanos. Sin embargo, la apropiación indebida de animales de la fauna silvestre para convertirlos en mascotas criadas como animales domésticos y, en el caso de los monos pequeños, como si fueran bebes humanos, se vuelve un problema cuando éstos se convierten en adultos pues la mascota se vuelve un problema y el apropiador decide desprenderse de ella, ya se abandonándola o dándola en donación a algún zoológico.[cita requerida]
El que compra una de estas mascotas, por lo general, ignora cómo y dónde los monitos son obtenidos. Los cachorros de caí y aulladores son ofrecidos en venta por lugareños a los costados de los caminos y rutas en sus provincias de origen o también son adquiridos en forma ilegal en comercios de fauna. Ahora, ¿Cómo son obtenidos estos cachorros que llegan al circuito comercial de fauna? En el caso de los monos aulladores, finalizado el período de reproducción que se extiende desde mayo a agosto, las tropas son localizadas y perseguidas con la ayuda de perros y cuando se logra cercar a las hembras con cría, se las mata a golpes de machete para quitarles la cría que se aferra con desesperación a la madre. Sabemos que un alto porcentaje de estos cachorros, 72 al 85,5 por ciento, muere en los días subsiguientes al de la captura por estrés, deshidratación, alimentación deficiente y encierro en recintos inadecuados. También las operaciones de captura afectan a los grupos pues, además de las madres, otros ejemplares son también muertos; lo que hace que el grupo pueda desintegrase o alterarse totalmente las pautas de la organización social que caracterizan a la especie. Los cachorros que sobreviven a las etapas de captura y transporte afrontan nuevos problemas en su etapa de cautiverio como mascotas: en general las dietas suministradas son inadecuadas, pueden ser afectados por procesos bacterianos y parasitarios y enfermedades respiratorias, que se convierten en las principales causas de muerte. Juega también un rol preponderante el estrés al que se ve sometido el ejemplar desde el momento de la captura hasta la llegada a la que será su última residencia, el zoológico, lo que se resume a continuación:
1. El neonato en contacto con su madre durante los primeros días de vida se encuentra en el estadio crítico de su desarrollo neurológico; todo lo que el ejemplar percibe y aprende en este período se grabará de forma indeleble y marcará la totalidad de su comportamiento hasta la muerte. Este proceso en Etología se denomina aprendizaje precoz por impronta, también llamado grabación o troquelado. En este estadio se imprimen los lazos sociales de relación con sus congéneres.
2. Al ser violentamente separados los cachorros de sus madres, el proceso de aprendizaje precoz se ve interrumpido y el neonato es sometido a nuevas y diferentes experiencias que lo llevan al estado de estrés y en la mayoría de los casos a la muerte.
3. En contacto con las personas que lo han “adoptado” el cachorro iniciará una nueva y diferente etapa de aprendizaje que se improntará bajo dos formas. Una, la impronta filial donde el sujeto aprende a reconocer como sus progenitores a personas o ejemplares de otras especies. La otra, es la impronta sexual derivada de la primera; el ejemplar será incapaz de establecer una relación de reproducción con miembros de su misma especie, por el contrario, su interés sexual estará dirigido hacia los humanos o ejemplares de otras especies que mediante la impronta percibe como sus congéneres. O sea que, en ambas formas, la falta de contacto con monos de su misma especie hace que el ejemplar pierda su identidad específica.
4. Al convertirse en adulto, el comportamiento sexual de estos ejemplares improntados hará que sean considerados como elementos indeseables y en consecuencia se decide su eliminación mediante la cesión a zoológicos o entidades afines.
5. Se inicia una nueva etapa altamente traumática para el mono. Se genera una nueva situación de estrés debido a la ruptura de los lazos afectivos que lo ligaban a las personas y animales con los cuales convivía hasta ese momento. Debe adaptarse a nuevas situaciones: relacionarse con otras personas que de aquí en adelante serán sus cuidadores; cambiar sus hábitos de alimentación y lo que es más estresante, comenzar a vivir con monos de su misma u otras especies.
6. Al principio, deberá soportar contactos de reconocimiento a los que no estaba acostumbrado, seguidos de despliegues de amenaza y agresiones múltiples. Ante la imposibilidad de huir el mono buscará refugio en un rincón de la jaula donde permanecerá agazapado e inmóvil, entrando en un estado general de apatía que lo llevará a no ingerir alimentos ni agua o en pequeñas cantidades y finalmente morirá.
7. En caso de sobrevivir, podrá comenzar a interactuar en forma tímida con los monos que comparten la jaula, irá ganando confianza, la ingesta de agua y alimentos se regularizará y de esta forma logrará sobrevivir por lo general no más de los dos años y medio como consecuencia de las secuelas de su vida pasada y las experiencias traumáticas vividas.

Algunos monos pueden ser rehabilitados y se adaptan a la vida integrando grupos organizados socialmente; pueden reproducirse y desarrollar pautas de convivencia e interacción en forma prácticamente normal, pero son los menos. Para ello, cientos de ellos murieron por nada, nada más que para satisfacer la codicia de algunos, el capricho de otros, la crueldad de muchos, pero todos bajo un denominador común: la ignorancia y la desaprensión frente a los dones que nos brinda la naturaleza. Vivir pero no dejar vivir. Mientras escribimos y leemos estas líneas, cientos de aulladores están siendo exterminados, cientos se encuentran viviendo en condiciones antinaturales, cientos se hallan expuestos a una muerte anticipada, cientos y miles son muertos vivos desde el punto de vista biológico, todo como resultado de ese absurdo denominado mascotismo.
En el zoológico los animales salvajes se permite que la gente se acerque a ellos, los toquen y se toman fotos con ellos. Vemos a perros encerrados en las jaulas de los tigres. Los cuidadores utilizan carne cruda para llevar a los tigres jóvenes hasta el lugar donde se les toman las fotos. Hay un lugar donde los niños pueden manipular a los conejos libremente, sin que los cuidadores intervengan. Los animales son amaestrados como antes se solía hacer en los circos, aunque esta práctica está prohibida por ley en la Argentina.